# Kispapmező
Kispapmező (Pomezeu) település Romániában, a Partiumban, Bihar megyében

## Fekvése
A Király-erdő alatt, a Vida-patak mellett, Magyarcsékétől délkeletre, Belényestől északnyugatra, Tősfalva és Szitány közt fekvő település.

## Története
Kispapmző nevét 1492-ben említette először oklevél Papmezeye néven.
1508-ban Papmezew, 1594-ben Papmező, 1808-ban Papmező, 1909-ben Popmezew névn írák.
A községről az első nyomok a 16. századtól kezdve találhatók írott nyomok, azonban a határában álló romok között még a 17. században is fennálló torony egyik kövén az 1446-os évszám volt látható. A rommaradványok, nagyobb szabásu, várszerűen megerősített monostor alakját mutatták, a feltevések szerint itt terült el egykor Szent-Benedek község, melynek megerősített monostorából maradtak fenn ezek a romok.
Egykori várkastélya a Telegdyek itteni birtokához tartozott, melyről a 16. századból fennmaradt oklevelek emlékeztek meg. 1503-ban Telegdy István uj adománylevelet kapott rá a királytól.
1660-ban a települést a törökök foglalták el.
1851-ben Fényes Elek írta a településről: "...Bihar vármegyében, völgyes helyen, 300 óhitű lakossal, anyatemplommal, 150 hold szántó, 42 hold rét, 20 hold legelő földdel, mind úrbériség. A helység közepén egy régi vár romjai most is szemlélhetők. Bírja Mezey Ferenc."
1910-ben 330 lakosából 14 magyar, 315 román volt. Ebből 7 római katolikus, 313 görögkeleti ortodox, 6 izraelita volt.
A trianoni békeszerződés előtt Bihar vármegye Magyarcsékei járásához tartozott.

## Nevezetességek
- Itt temették el 1648-ban Korniss Zsigmondot, I. Rákóczi György egyik kedves emberét.
- Görög keleti temploma 1899-ben épült.